# Joaquín Jiménez Mata
Joaquín Jiménez Mata (Armilla, Granada, ? - ) fue un ciclista español que corrió durante los años 40 del siglo XX. En su palmarés destaca una victoria de etapa en la Vuelta a España y posteriormente corredor en la etapa del Tour de Francia.

## Palmarés
- 1939
  - Vencedor de una etapa a la Vuelta en el Marruecos
- 1947
  - Vencedor de una etapa de la Vuelta en España
  - 3º a la Clásica a los Puertos de Guadarrama

### Resultados a la Vuelta en España
- 1945. 21º de la clasificación general
- 1946. 21º de la clasificación general
- 1947. 18º de la clasificación general. Vencedor de una etapa
- 1948. 24º de la clasificación general